# Neftalí
Neftalí (hebrejsky נַפְתָּלִי‎, Naftali), v českých biblických překladech přepisováno též jako Neftali nebo Neftalím, je jméno šestého Jákobova syna, kterého mu porodila Bilha, otrokyně druhé manželky Ráchel. Jméno se vykládá různě, a to od „Horák“ či „Mé zápolení“, až po „Vybojovaný“. Jménem tohoto syna byl též nazýván jeden z izraelských kmenů. Příslušníci tohoto kmene jsou označování jako Neftalíovci.
O samotném Jákobovu synu jménem Neftalí se z biblických příběhů téměř nic nedozvídáme. Víme pouze, že měl tyto syny: Jachasíela, Gúního, Jesera a Šalúma. Obsáhlejší zprávy máme pouze o životě některých jednotlivců, kteří pocházeli z Neftalíova rodu. K známějším z nich patří například soudce Bárak.